# ميركوري-أطلس 8
كان ميركوري-أطلس 8 (MA-8) هو بعثة الفضاء المأهولة الخامسة للولايات المتحدة، وهي جزء من مشروع ميركوري التابعة لوكالة ناسا. وقد دار رائد الفضاء والي شيرا حول الأرض ست مرات في المركبة الفضائية سيجما 7 في 3 أكتوبر عام 1962، في رحلة استمرت تسع ساعات تركز أساسا على التقييم التقني بدلا من التجارب العلمية. كانت هذه أطول رحلة مدارية مأهولة من قبل الولايات المتحدة بعد تحقيقها في سباق الفضاء، على الرغم من ذلك بكثير وراء الرقم القياسي لعدة أيام التي وضعها فوستوك 3 السوفييتي في وقت سابق من هذا العام. وأكدت متانتها في المركبة الفضائية قبل بعثة ميركوري-أطلس 9 التي استمرت يوما واحدا والتي أعقبت ذلك في عام 1963.
وقد بدأ التخطيط للبعثة المدارية الأمريكية الثالثة في فبراير من عام 1962 بهدف رحلة من ستة أو سبع مدارات للبناء على المهمات الثلاث السابقة. وقد أعلنت وكالة ناسا رسمياً عن المهمة يوم 27 يونيو، وتم الانتهاء من خطة الرحلة في أواخر شهر يوليو. وركزت البعثة على الاختبارات الهندسية بدلا من التجارب العلمية. وقد بدأت البعثة أخيراً صباح يوم 3 أكتوبر من نفس العام، بعد أن تأخرت أسبوعين بسبب مشاكل مع معززة أطلس. وكانت المشاكل التقنية الوحيدة التي لوحظت خلال الرحلة هي سلسلة من المشاكل التعزيزية الصغيرة أثناء الإطلاق، كما أن درجة الحرارة ضبطت بشكل خاطئ في دعوى والي شيرا عن بدلة الضغط. أما المركبة الفضائية التي دارت في كل من طرق الطيران الآلي والسلبي لفترات طويلة فقد كان الطيار يرصدها وكان أيضاً ينفذ بعض التجارب العلمية البسيطة. وبعد ستة مدارات، هبطت الكبسولة في المحيط الهادئ على بعد نصف ميل من حاملة الطيران، ورفعت على متنها والي شيرا لتنزلها.
وكانت النتائج العلمية للبعثة مختلطة. حيث عاد رائد الفضاء والي شيرا بصحة جيدة بعد تسع ساعات من الحبس في بيئة منخفضة الجاذبية. غير أن مراقبة سطح الأرض لم تكن منتجة، بسبب الغطاء السحابي الشديد والتعرض السيئ للصورة. وكان رد الفعل العام والسياسي صامتاً مقارنة بالمهمات السابقة، حيث أن أزمة الصواريخ الكوبية سرعان ما احتلت سباق الفضاء في الأخبار. وكانت المهمة ناجحةً نجاحاً فنياً: فقد استكملت جميع الأهداف الهندسية دون عطلٍ كبير، واستخدمت المركبة الفضائية وقود أقل مما كان متوقعا. وقد أكدت ذلك قدرات المركبة الفضائية الخاصة بمشروع ميركوري، وسمح لوكالة ناسا بالتخطيط بثقة لطائرة هليكوبتر من طراز (MA-9)، التي كانت هدفا مبكرا لمشروع ميركوري.